# Boson
För efternamnet Boson och personer med detta namn, se Bosson.

Standardmodellens elementarpartiklar, av vilka bosonerna utgör de kraftförmedlande partiklarna och Higgs-partikeln

En boson är en partikel med heltaligt spinn. Bosoner av samma typ, till exempel en samling fotoner, är ourskiljbara och lyder under Bose–Einstein-statistik.
I partikelfysikens standardmodell är de kraftbärande elementarpartiklarna, som förmedlar de fyra fundamentala naturkrafterna, bosoner: gluonerna, fotonen, W- och Z-bosonerna och den hypotetiska gravitonen. Även Higgspartikeln, som gör att den själv och andra partiklar har massa, är en boson.
Atomer eller atomkärnor sammansatta av ett jämnt antal fermioner har heltaligt spinn och är bosoner. Till exempel är alfapartikeln och 4He-atomen bosoner. En tritium-kärna (en proton och två neutroner) är inte en boson; det är däremot en tritium-atom (en proton, två neutroner och en elektron). Även enklare partiklar som mesonerna är bosoner.
Antalet möjliga tillstånd för en samling bosoner påverkas av att partiklarna är ourskiljbara. För bosoner leder det till Bose-Einstein-fördelningen fBE:
{\displaystyle f_{\mathrm {BE} }(E)={\frac {1}{e^{\frac {E}{k_{B}T}}-1}},}
där kB är Boltzmanns konstant, T är absolut temperatur och E är partikelns energi.
Denna statistik avviker från den klassiska fysikens Maxwell–Boltzmannfördelning när partiklarnas de Broglie-våglängd är jämförbar med deras inbördes avstånd.
Ett obegränsat antal bosoner kan samtidigt befinna sig i samma tillstånd, något som vid låga temperaturer kan leda till ett Bose–Einstein-kondensat.

## Tabell över elementära bosoner
| Namn       | Symbol | Antipartikel | Laddning(e) | Spin | Massa (GeV/c2) | Kraftverkan       | Existens     |
| ---------- | ------ | ------------ | ----------- | ---- | -------------- | ----------------- | ------------ |
| Foton      | γ      | Egen         | 0           | 1    | 0              | Elektromagnetism  | Bekräftad    |
| W-boson    | W−     | W+           | −1          | 1    | 80.4           | Svag växelverkan  | Bekräftad    |
| Z-boson    | Z      | Egen         | 0           | 1    | 91.2           | Svag växelverkan  | Bekräftad    |
| Gluon      | g      | Egen         | 0           | 1    | 0              | Stark växelverkan | Bekräftad    |
| Graviton   | G      | Egen         | 0           | 2    | 0              | Gravitation       | Ej bekräftad |
| Higgsboson | H      | Egen         | 0           | 0    | > 112          | Massa             | Bekräftad    |